# Münstermaifeld

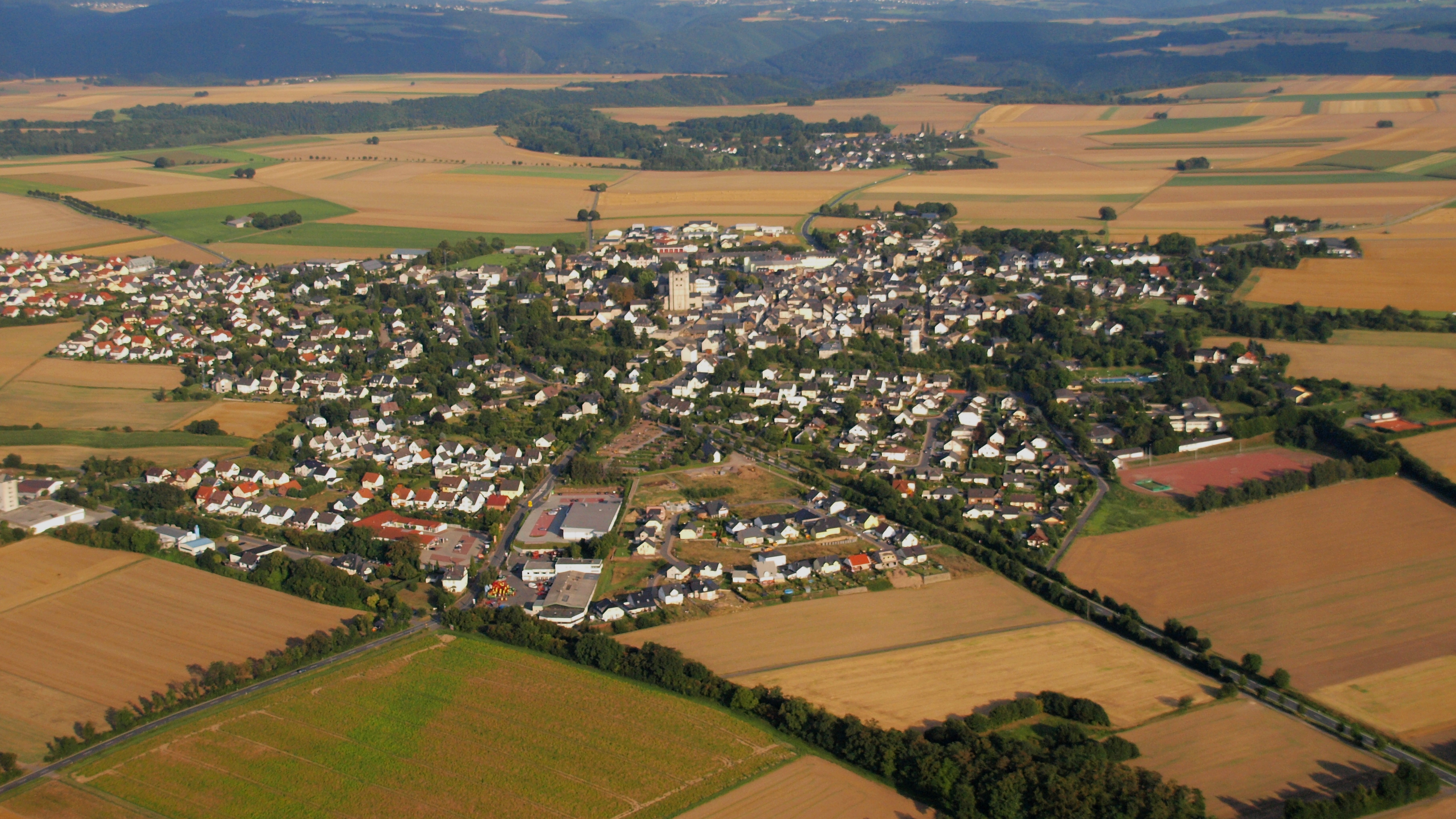
Münstermaifeld aus der Vogelperspektive

Münstermaifeld (mundartlich Meenster) ist eine Stadt im Landkreis Mayen-Koblenz in Rheinland-Pfalz. Sie liegt auf dem Maifeld und gehört der gleichnamigen Verbandsgemeinde an, die ihren Verwaltungssitz in Polch hat. Münstermaifeld ist gemäß Landesplanung als Grundzentrum ausgewiesen.

## Geographie

### Geographische Lage
Münstermaifeld liegt unweit der Mosel im Mittelpunkt des vorderen Maifelds, einer zur Eifel zählenden Hochebene zwischen Untermosel und Mittelrhein. Die Stadt wird weithin sichtbar überragt vom mächtigen Westwerk seines Münsters. Ihre landschaftliche Lage gestattet einen guten Ausblick auf die Nürburg, die Hohe Acht, das Massiv am Laacher See und weit hinaus in die Eifel und auf Mosel- und Hunsrückhöhen.
Durch seine Stadtteile Keldung und Lasserg grenzt Münstermaifeld direkt an den Landkreis Cochem-Zell.

### Stadtgliederung
Zu Münstermaifeld gehören die Stadtteile Keldung, Küttig, Lasserg, Metternich, Mörz, sowie die Wohnplätze Pilliger Heck und Sevenich.

#### Keldung

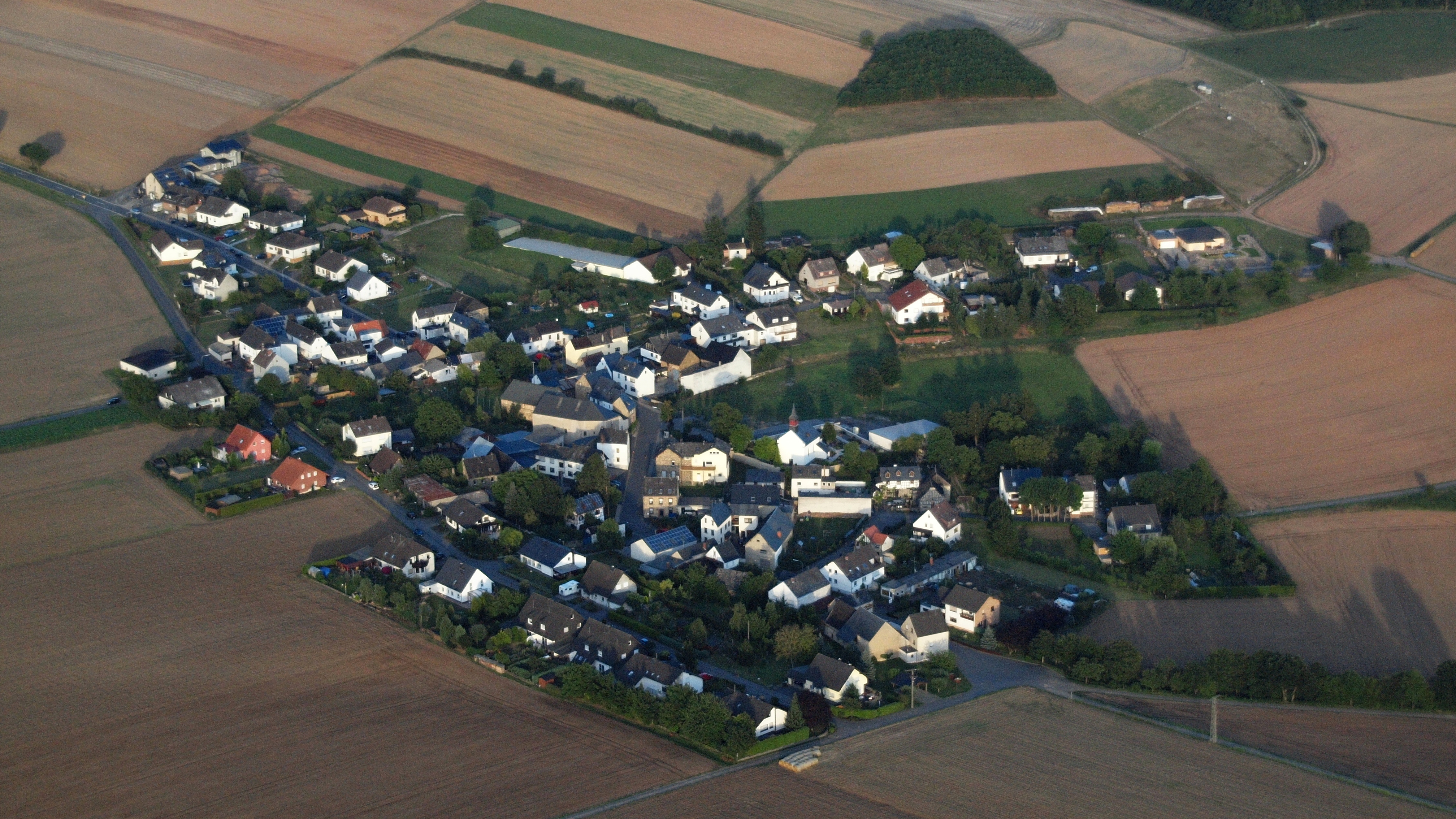
Keldung, Luftaufnahme (2015)

Der Ort liegt südwestlich der Stadt am Rand des Elztals zwischen den Burgen Eltz und Pyrmont. Der Kernbereich wurde erstmals im 12. Jahrhundert unter dem Namen Cheldin erwähnt. Nach dem Jahr 1950 wurde in Keldung eine landwirtschaftliche Siedlungsstelle für Heimatvertriebene eingerichtet.

#### Küttig
Küttig ist ein nördlich von Münstermaifeld gelegener Ort. In einer Tauschurkunde aus dem Jahr 963/964 tauchte der Ortsname erstmals auf.
Große landwirtschaftliche Anwesen zeugen noch von frühen Höfen des Adels oder geistlichen Institutionen, die allerdings erst im 14. Jahrhundert fassbar werden.

#### Lasserg
Lasserg liegt auf dem Hochplateau zur Mosel südlich der Stadt. Die im Ortskern gelegene Kapelle ist dem Heiligen Benedikt geweiht und hat einen romanischen Kern. Der Umbau erfolgte im Jahr 1729. Zahlreiche Häuser aus dem 17. und 18. Jahrhundert sind ebenfalls erhalten geblieben.

#### Metternich
Der im Südosten liegende Stadtteil 'Metternich' wird erstmals 1187 erwähnt. Er gehörte bis zum Ende des Alten Reiches zum Oberamt Münstermaifeld.

#### Mörz
Mörz liegt im Osten der Stadt. Die Trierer Abtei St. Maximin verfügte um 1200 über Besitz in Mörz, welches damals Muderce genannt wurde. Eine großzügige Hofanlage aus dem Jahr 1774, die noch zu sehen ist, gehörte bis zu ihrer Versteigerung in der französischen Zeit im Jahr 1812 zum Grundbesitz der Reichsabtei St. Maximin in Trier. Nach Berichten der Kirchenbehörde befand sich in Mörz im Jahr 1656 eine Kapelle. Seit 1802 steht dort das heutige Gotteshaus im Zentrum im Hang.

### Klima
Der Jahresniederschlag beträgt 653 mm.
Im Jahr 2009 wurden 47 Sommertage (Tmax >= 25 °C) und 1942 Sonnenstunden registriert. Damit gab es 40,7 % mehr Sonnenstunden als im vieljährigen Mittel. Die Wetterstation Münstermaifeld (Typ AME66) steht nordwestlich der Stadt. Die Koordinaten lauten: Geographische Länge 7°21 13", Breite 50°15'22".

## Geschichte
Das der Eifel vorgelagerte Maifeld ist fruchtbares Ackerland, das schon früh besiedelt wurde. Archäologische Funde gibt es aus der Steinzeit und der späteren keltischen Besiedelung.
Nach der Eroberung Triers durch die Germanen beginnt auch hier die fränkische Besiedlung. Im Umkreis der Martinskirche hat ein fränkischer Friedhof bestanden.
Der ursprüngliche Bau der Martinskirche, der späteren Stiftskirche, geht auf die merowingische Zeit, auf die Jahre 573 bis 596, zurück. Sie wurde auf den Fundamenten einer römischen Wachturmanlage errichtet und diente als regionales Zentrum der Christianisierung.
Im Jahr 965 erhielt Münstermaifeld das Marktrecht.
Bruno von Lauffen weihte im Jahr 1103 nachweislich den Vorgängerbau der Stiftskirche St. Martin und St. Severus. Als wichtige Bastion gegen Kurköln war Münstermaifeld für ihn als Erzbischof von Trier interessant. Er galt als geschickter Diplomat und war ein einflussreicher Berater Kaiser Heinrichs IV. und dessen Nachfolgers Heinrichs V. Vermutlich begann er damals damit, den bedeutenden Marktflecken Münstermaifeld mit einer Befestigungsanlage zu versehen. Der nach ihm im Volksmund „Lauffenburg“ benannte „Pulver- oder Eulenturm“ steht heute noch als Teil der damaligen Stadtbefestigung, die nachfolgende Kurfürsten weiter verstärkten.
Unmittelbar vor dem Westwerk, auf dem heutigen Petersplatz, stand die Capella Sancti Petri, eine erstmals im Jahr 1308 erwähnte Kirche. Während der Bauzeit der Stiftskirche, die sich lange hinzog, diente diese Peterskirche seit der zweiten Hälfte des 13. Jahrhunderts offenbar ersatzweise als Pfarrkirche. Als zentrale kultische Einrichtung wurde sie daher in das erstmals 1278 überlieferte städtische Siegelbild übernommen.
Kurfürst Arnold II. von Isenburg baute die Stadtbefestigung Mitte des 13. Jahrhunderts weiter aus. So ließ er Münstermaifeld ebenso wie Koblenz mit Wällen und teilweise mit einer Mauer umgeben (Monasterium oppidum in Meynevelt circumvallavit et in parte murari fecit). Trierer Kurfürst Heinrich II. von Finstingen, der Erbauer der Genovevaburg und der Befestigung von Mayen, vollendete die Stadtmauer um 1280 – ebenso wie die Koblenzer Stadtmauer. Die Befestigung stand im Zusammenhang mit dem Bestreben, den Einfluss der Grafen von Virneburg zurückzudrängen, die zu bedeutenden herrschaftlichen Konkurrenten auf dem Maifeld geworden waren.
Heinrich II. von Finstingen verlieh Münstermaifeld am 17. Dezember 1277 die Gerichtshoheit durch die Einrichtung eines vierzehnköpfigen Schöffenstuhls und stellte sie damals, wie eigens betont, Koblenz gleich. Die Urkunde lautet im Auszug: „...dass Wir, Heynrich (von gottis genaden Ertzbischof der Trierischen) allen Gegenwärtigen und Nachkommenden, die diesen brieff sehen oder hören begehren, kund zu sin, daß wir mit vursichtigem beraide und vom rath brafer und guter Leuth vierzehn Schöffen in unserem Schlosse Münster in dem Mayfelt gemacht und gesatzet hain, den wir verliehende sei und wollen, daß sie haben die selbe Freyheit mit all die da haint und sich freuen unsere Schöffen...“.
Ein langwieriger Prozess fand mit dieser Beurkundung seinen Abschluss und Münstermaifeld erlangte damit die vollen Rechte einer kurfürstlich-trierischen Stadt. Die Nachfolger im Amt bestätigten während ihrer Amtszeit diese Rechte, so am 13. März 1295 Bohemond I. von Warnesberg, am 14. September 1300 Diether von Nassau und am 24. Januar 1309 Balduin von Luxemburg.

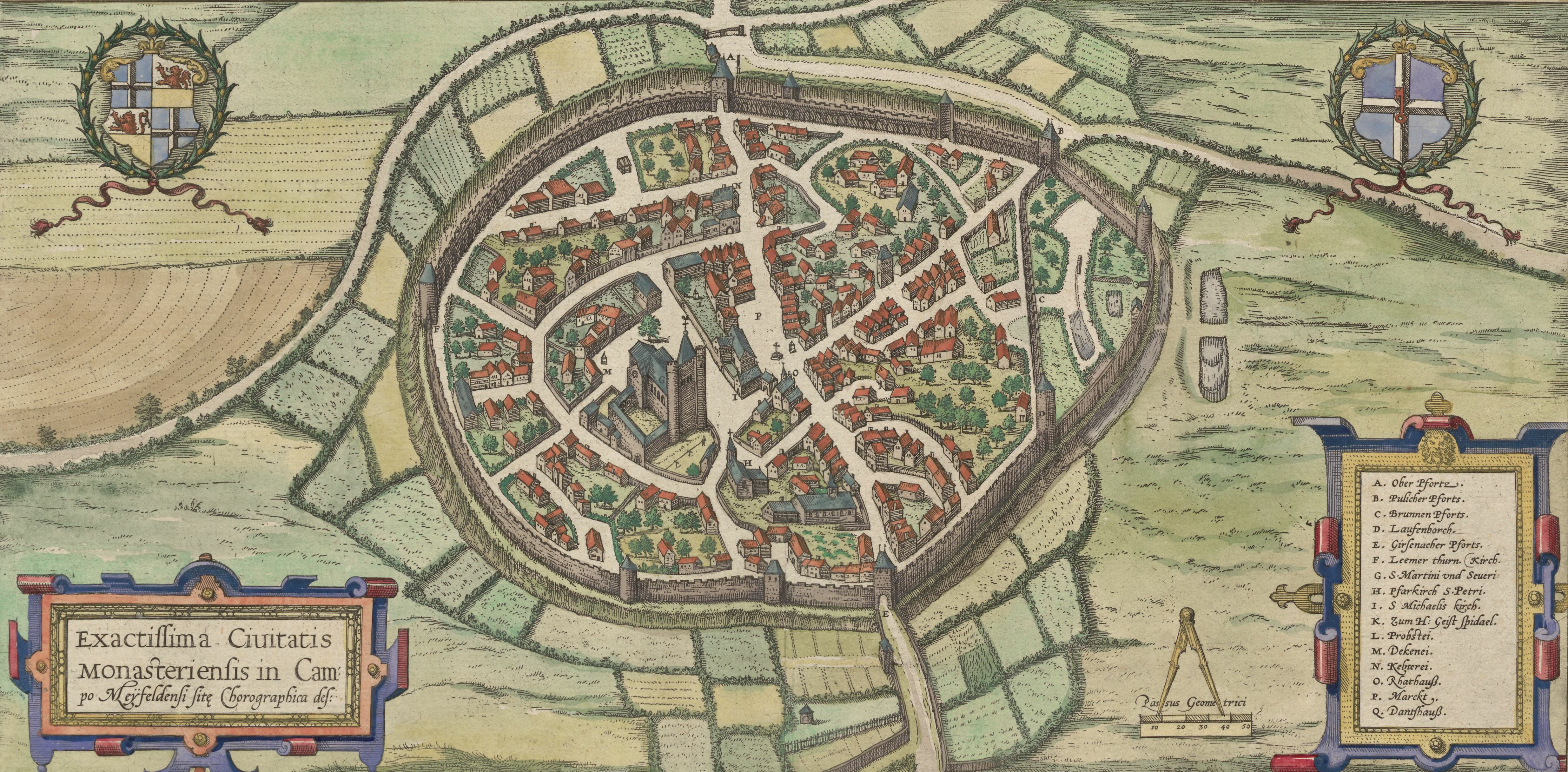
Kolorierter Stadtplan um 1600

Da die Stadtbefestigung jedoch bald nicht mehr den damaligen Anforderungen genügte, erweiterte und verstärkte Kurfürst Balduin von Luxemburg, Bruder Kaiser Heinrichs VII., sie im Rahmen einer geplanten Stadterweiterung nochmals und ergänzte sie mit Türmen. Es ist davon auszugehen, dass diese Arbeiten, die in einer Urkunde aus dem Jahr 1333 oder 1335 Balduin zugeschrieben werden, jedoch bereits 10 bis 15 Jahre vorher abgeschlossen waren. Hiervon zeugt der zu 1323 genannte neue Turm (noua turris Monasterii), der vermutlich mit jenem Turm identisch war, der als Teil der Stadtmauer den Namen Laufenburg trug (domus (…) apud murum sub propugnacolo prope turrim dictam Lawenburg).
Die Bedeutung Balduins für Münstermaifeld spiegelt sich auch darin wider, dass im Jahr 1926 per Ministerialerlass der damaligen Staatlichen Deutschen Oberschule in Aufbauform die Erlaubnis erteilt wurde, den Namen „Kurfürst-Balduin-Schule“ zu führen. Auch die daran vorbeiführende Straße wurde 1929 nach ihm benannt. Als 1980 die Schule in ein Vollzeitgymnasium umgewandelt wurde, wurde der Name „Kurfürst-Balduin-Gymnasium“ beibehalten.
Balduin vollendete das „Münster auf dem Maifeld“ und baute die Stadt an der Grenze zu Kurköln zu einem mächtigen Bollwerk aus.
Weiterhin besaß Münstermaifeld seit dem Mittelalter lange Zeit das Münzrecht als kurtrierisches Oberamt.
Eine besondere Verbindung bestand auch über die Jahrhunderte hinweg mit der Burg Eltz. Die Eltzer Herren waren über das ganze späte Mittelalter hinweg in der Verwaltung der Stadt tätig. In der ehemaligen Stiftskirche finden sich auch Eltzer Gräber, besonders kunstvoll die Epitaphien des Ehepaares Cuno (auch Kuno) von Eltz (vor 1475 – nach dem 5. Februar 1529) und Ella (auch Eva) von Esch (–1531), zwei Reliefplatten aus Basaltlava. Die umlaufende Inschrift auf dem breiten Rahmenband besagt: „Anno Domini MDXXIX (= 1529) Ingenuus Cono de Eltz fato functus his tumulatus cuius anima requiescat in pace.“
Auch das Marmorgrab des Nikolaus von Eltz und seiner Frau Maria von Hoort, sowie ein Marmordenkmal von deren Sohn Johann Wilhelm Antonius Bertramus Herr zu Eltz, seinerseits Domherr zu Trier, sind zu finden. Söhne derer von Eltz waren zu allen Jahrhunderten Kanoniker im Stift Münstermaifeld. Durch einen viele Jahrzehnte währenden Streit mit dem Papst wurde Lothar von Eltz bekannt, der 1267 vom Kapitel zu Monster Meynfelt zum rechtmäßigen Praepositus gewählt worden war. Einer der tatkräftigsten Stiftspröpste war Elias von Eltz (1331–1347).
Während des Pfälzischen Erbfolgekrieges wurde Münstermaifeld fast vollständig zerstört. Zwei Jahre nach der Brandschatzung auf Befehl Ludwig XIV. am 27. März 1689 kam es aufgrund eines Übersetzungsfehlers zu einer weiteren Zerstörung: Marschall Louis-François de Boufflers hatte den Namen der Stadt mit dem von Münstereifel verwechselt.
Seit dem Jahr 2009 wurden im Umfeld der ehemaligen Stiftskirche umfangreiche Baumaßnahmen durchgeführt. In deren Verlauf untersuchten die Archäologen der Generaldirektion Kulturelles Erbe Rheinland-Pfalz, Außenstelle Koblenz, ein großes mittelalterliches Gräberfeld auf dem Stiftsplatz der Stadt. Über 400 freigelegte Gräber zeugen von der Geschichte des Ortes. Rund 40 Gräber enthielten Beigaben aus der jüngeren Merowingerzeit. Einige zeugten mit ihrer kompletten Waffenausrüstung, kostbaren Schmuckstücken aus Gold und Silber, Bronze-, Glas- und Importgefäßen vom Reichtum der wohlhabenden Oberschicht, die hier über mehrere Generationen im 7. und in der ersten Hälfte des 8. Jahrhunderts das Sagen hatte. Ein Teil der Exponate ist seit 2014 im Archäologischen Museum Maifeld zu sehen.

### Eingemeindungen
Mit Wirkung zum 31. Dezember 1975 wurden die fünf bis dahin eigenständigen Gemeinden Keldung (194 Einwohner), Küttig (153 E.), Lasserg (234 E.), Metternich (173 E.) und Mörz (145 E.) in die Gemeinde Münstermaifeld eingemeindet.

### Stadtrechte
Im 13. Jahrhundert wurde dem Ort das Stadtrecht verliehen. Das erstmals 1278 bezeugte Münstermaifelder Stadtsiegel misst im Durchmesser ca. 7 cm. Die Siegelinschrift lautet: Sigillum civitatis Monasterii in Meinfelt (Siegel der Stadt Münster im Maifeld).
Es wurde am 2. Juli 1977 durch den Innenminister von Rheinland-Pfalz erneuert.

### Einwohnerentwicklung
| Münstermaifeld: Einwohnerzahlen von 2012 bis 2024 | Münstermaifeld: Einwohnerzahlen von 2012 bis 2024 | Münstermaifeld: Einwohnerzahlen von 2012 bis 2024 | Münstermaifeld: Einwohnerzahlen von 2012 bis 2024 | Münstermaifeld: Einwohnerzahlen von 2012 bis 2024 |
| ------------------------------------------------- | ------------------------------------------------- | ------------------------------------------------- | ------------------------------------------------- | ------------------------------------------------- |
| Jahr                                              |                                                   |                                                   |                                                   | Einwohner                                         |
| 2012                                              | 2012                                              |                                                   | 3.498                                             | 3.498                                             |
| 2015                                              | 2015                                              |                                                   | 3.484                                             | 3.484                                             |
| 2020                                              | 2020                                              |                                                   | 3.445                                             | 3.445                                             |
| 2024                                              | 2024                                              |                                                   | 3.394                                             | 3.394                                             |
| Quelle(n): statistik.rlp.de                       |                                                   |                                                   |                                                   |                                                   |

## Politik

### Stadtrat
Der Stadtrat von Münstermaifeld besteht aus 20 Ratsmitgliedern, die bei der Kommunalwahl am 9. Juni 2024 in einer personalisierten Verhältniswahl gewählt wurden, und dem ehrenamtlichen Stadtbürgermeister als Vorsitzendem.
Die Sitzverteilung im Stadtrat:
| Wahl | SPD | CDU | Pro MM | Grüne | FDP | ÖDP | Gesamt   |
| ---- | --- | --- | ------ | ----- | --- | --- | -------- |
| 2024 | 5   | 5   | 7      | 2     | 1   | –   | 20 Sitze |
| 2019 | 4   | 7   | 5      | 3     | –   | 1   | 20 Sitze |
| 2014 | 4   | 8   | 6      | –     | –   | 2   | 20 Sitze |
| 2009 | 6   | 7   | 6      | –     | –   | 1   | 20 Sitze |
| 2004 | 8   | 7   | 5      | –     | –   | 0   | 20 Sitze |

- Pro MM = Pro-M´m – Bürgerpolitik für Münstermaifeld e. V.

### Bürgermeister
Erich Krämer (Pro MM) wurde am 9. Juli 2024 Stadtbürgermeister von Münstermaifeld. Bei der Direktwahl am 9. Juni 2024 hatte er sich bei einer Wahlbeteiligung von 68,8 % mit 50,6 % der Stimmen gegen Sven Koch (SPD) durchgesetzt.
Die Stadtbürgermeister von Münstermaifeld:
- bis 2009:00 Maximilian Mumm (SPD)
- 2009–2014: Robert Müller (Pro MM)
- 2014–2024: Claudia Schneider (CDU)[18]
- seit 2024:00 Erich Krämer (Pro MM)

### Ortsbezirke
Die Stadt Münstermaifeld hat laut ihrer Hauptsatzung fünf Ortsbezirke gebildet. Die Wahl von Ortsbeiräten ist nicht vorgesehen.
Die Ortsvorsteher der Stadtteile sind:
Klaus Müller (Keldung), Jens Tetzlaff (Küttig), Thomas Scharbach (Lasserg), Uwe Krause (Metternich) und Andrej Kühn (Mörz).

### Beigeordnete
Die Stadt hat gemäß ihrer Hauptsatzung bis zu drei Beigeordnete.

### Wappen
| Wappen von Münstermaifeld | Blasonierung: „In Silber ein offenes rotes Stadttor, darin ein aufrechter, linksgewendeter roter Schlüssel; beiderseits über roter Zinnenmauer je eine zweitürmige blau bedachte rote Kirche; auf Tor und Türmen goldene Kreuze.“ |
| Wappen von Münstermaifeld | Wappenbegründung: Dieses durch den Preußischen König Wilhelm II. 1901 bestätigte Wappen ist das Bild des seit 1281 bezeugten ältesten Siegels. Der Schlüssel des Landespatrons St. Petrus weist auf die Herrschaft der Kurfürsten von Trier hin, die den Ort im 13. Jahrhundert befestigten und ihm 1275 Freiheiten gaben. Ähnlich ist das Bild des Schöffensiegels aus der Zeit um 1400, in dem ebenfalls zwei kirchenartige Gebäude erscheinen. Aus dem Sekretsiegel des 14. Jahrhunderts, welches das Trierer Kreuz mit einem Schlüssel im Herzschild enthält, entwickelte sich das eigentliche Stadtwappen, das im 16. Jahrhundert auch am Rathaus angebracht wurde. |

### Städtepartnerschaft
- Les Pavillons-sous-Bois (Département Seine-Saint-Denis) seit 2018

## Kultur und Sehenswürdigkeiten

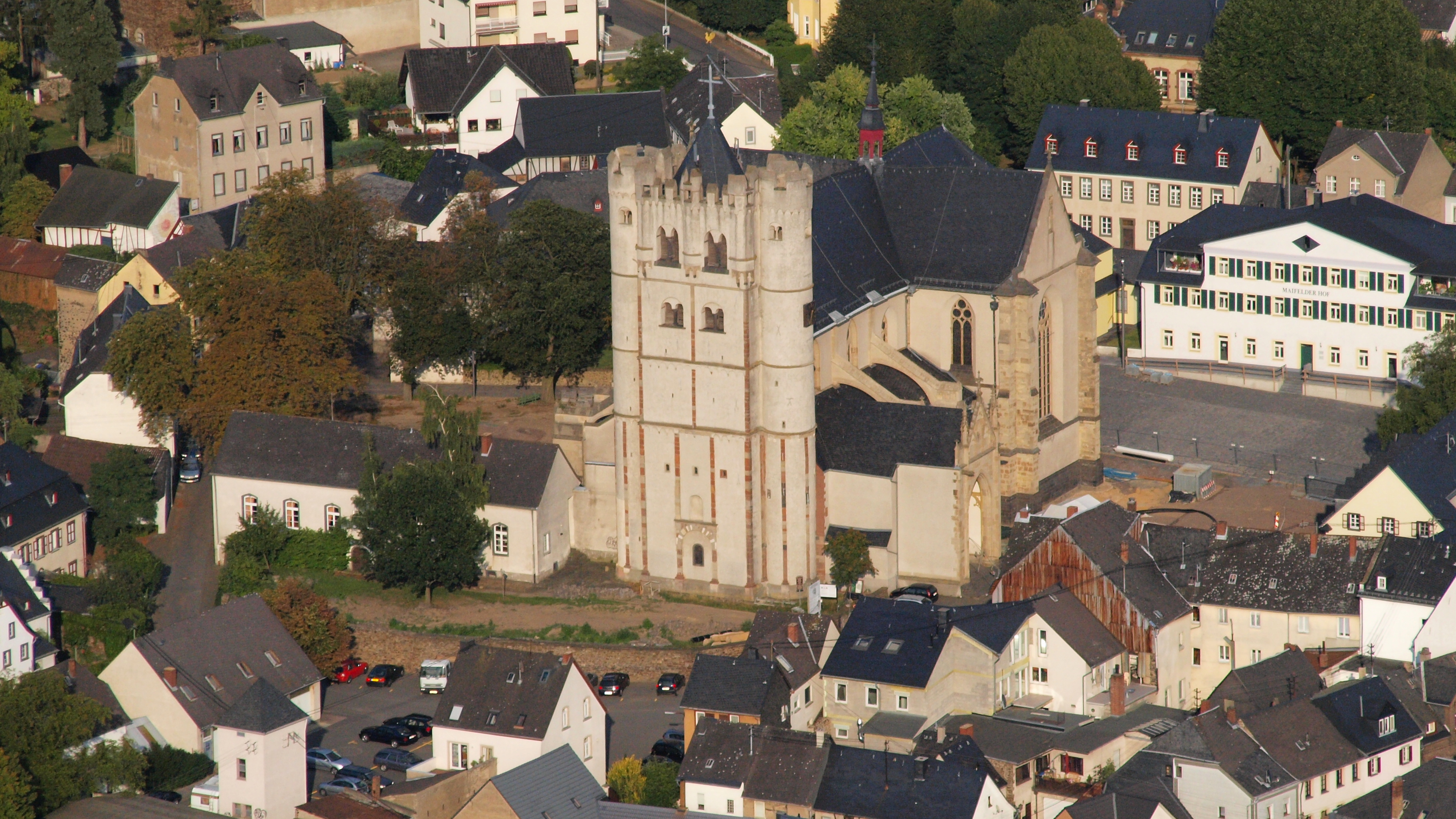
St. Martin und St. Severus
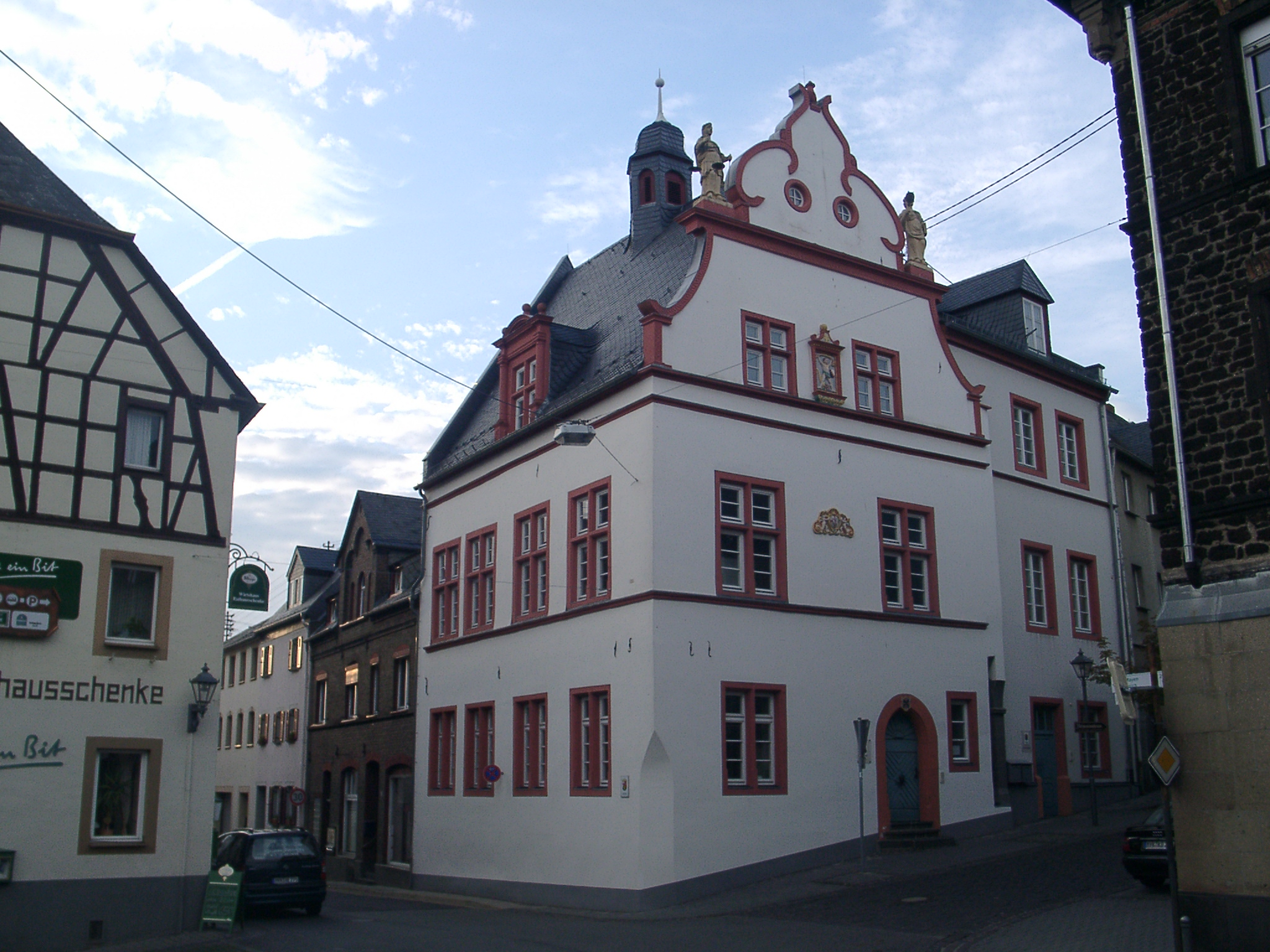
Rathaus
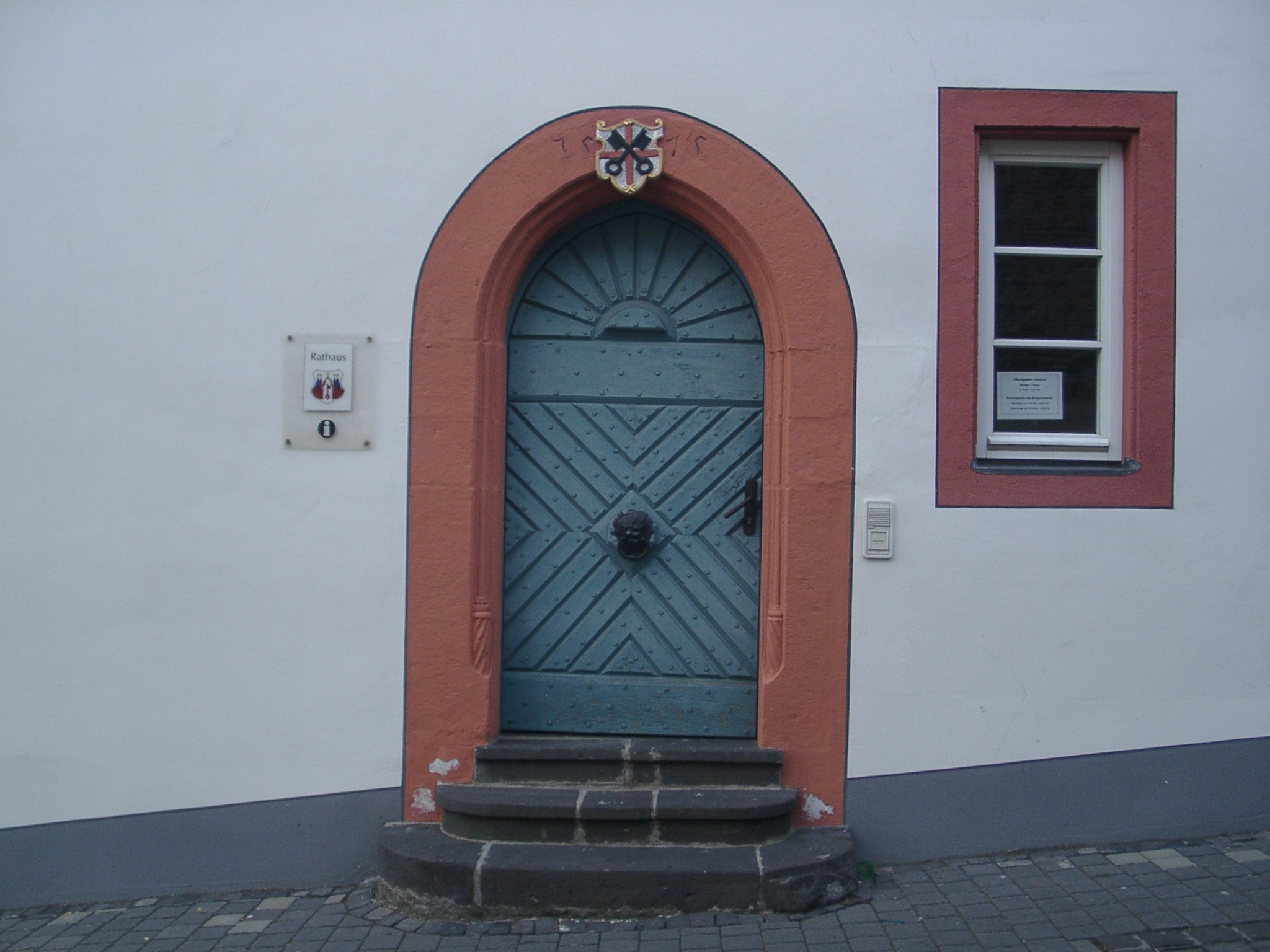
Tür am Rathaus
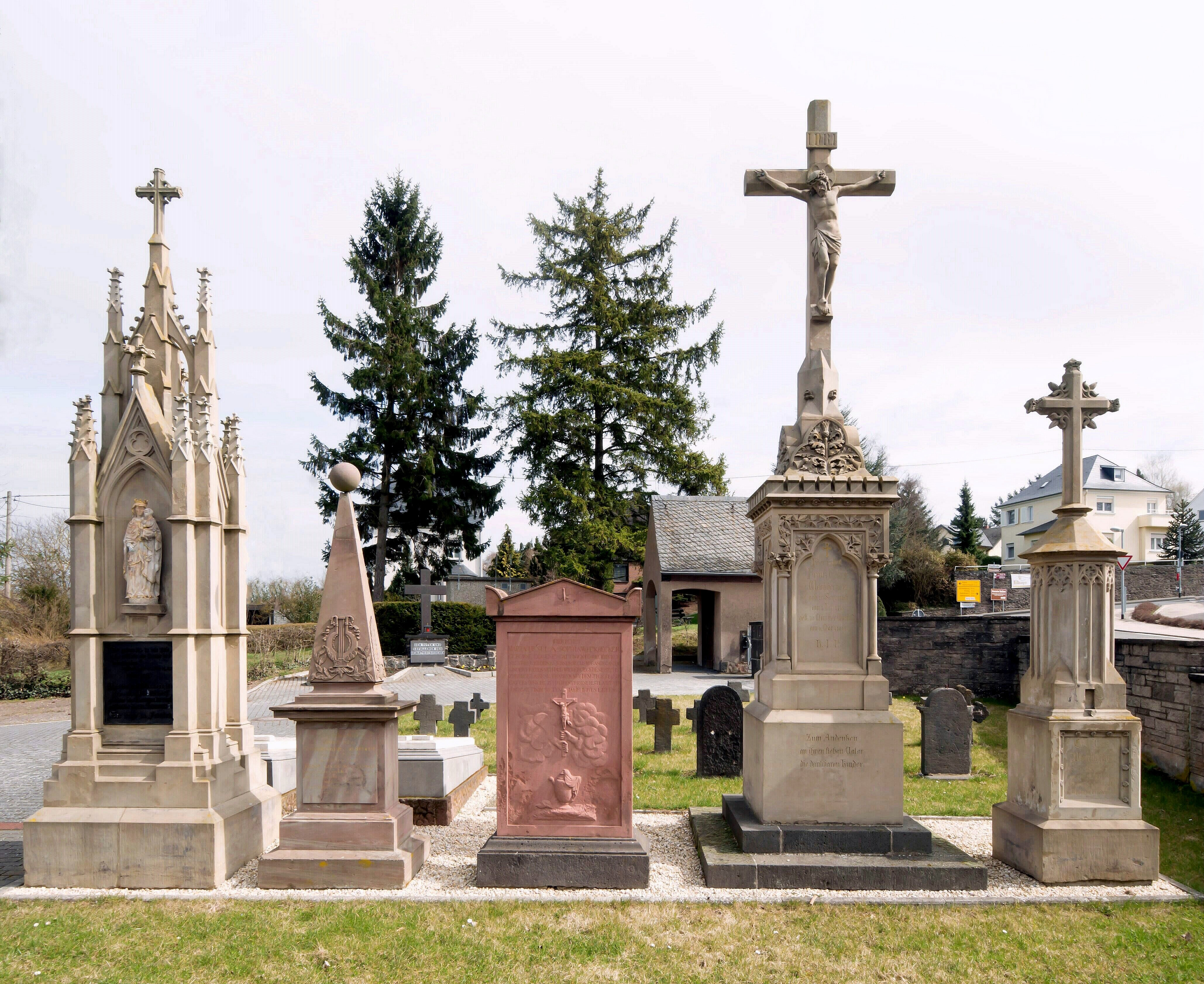
Grabmäler der Familie Weckbecker
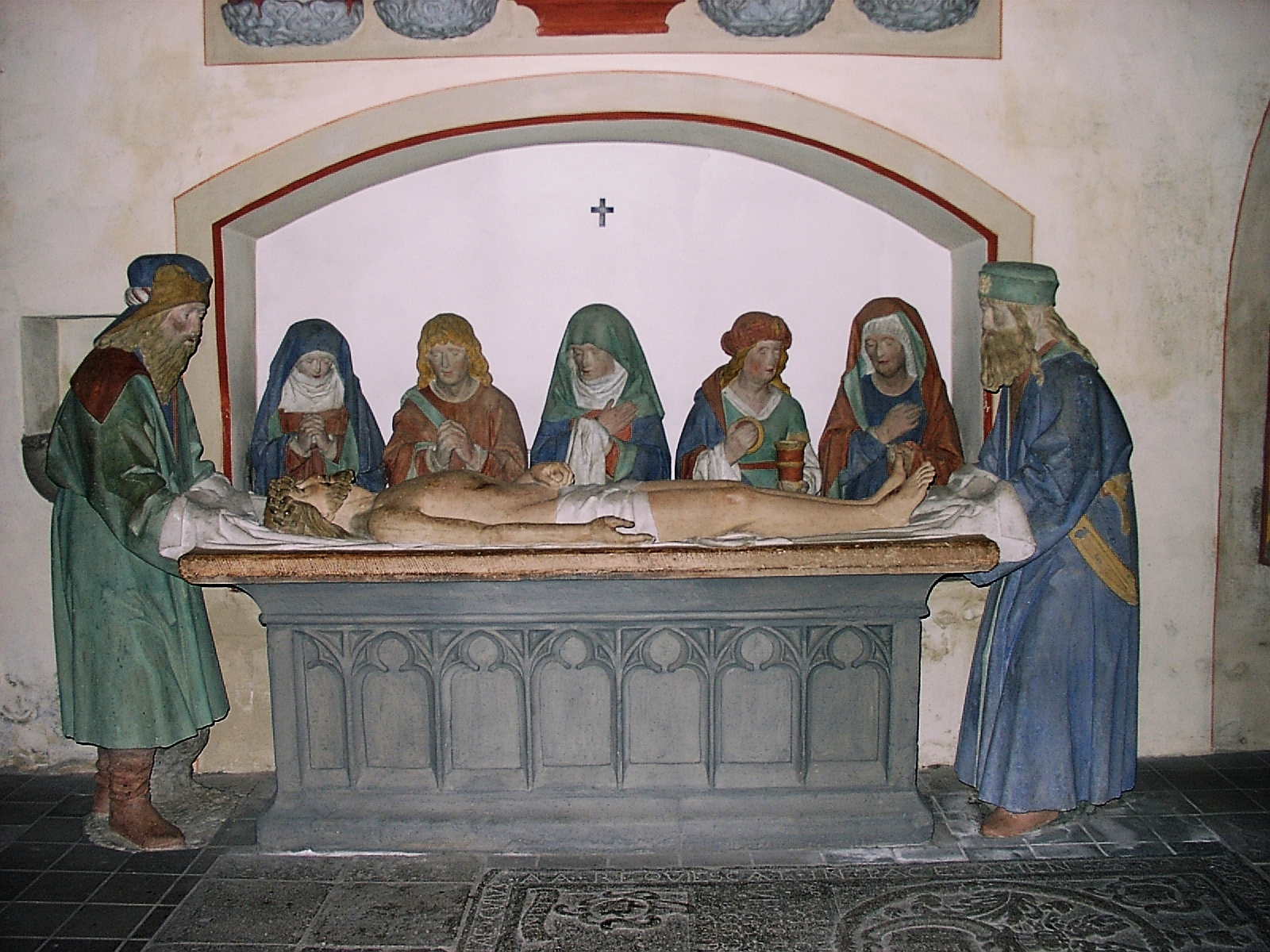
Heiliggrab-Skulptur im Maifeldmünster
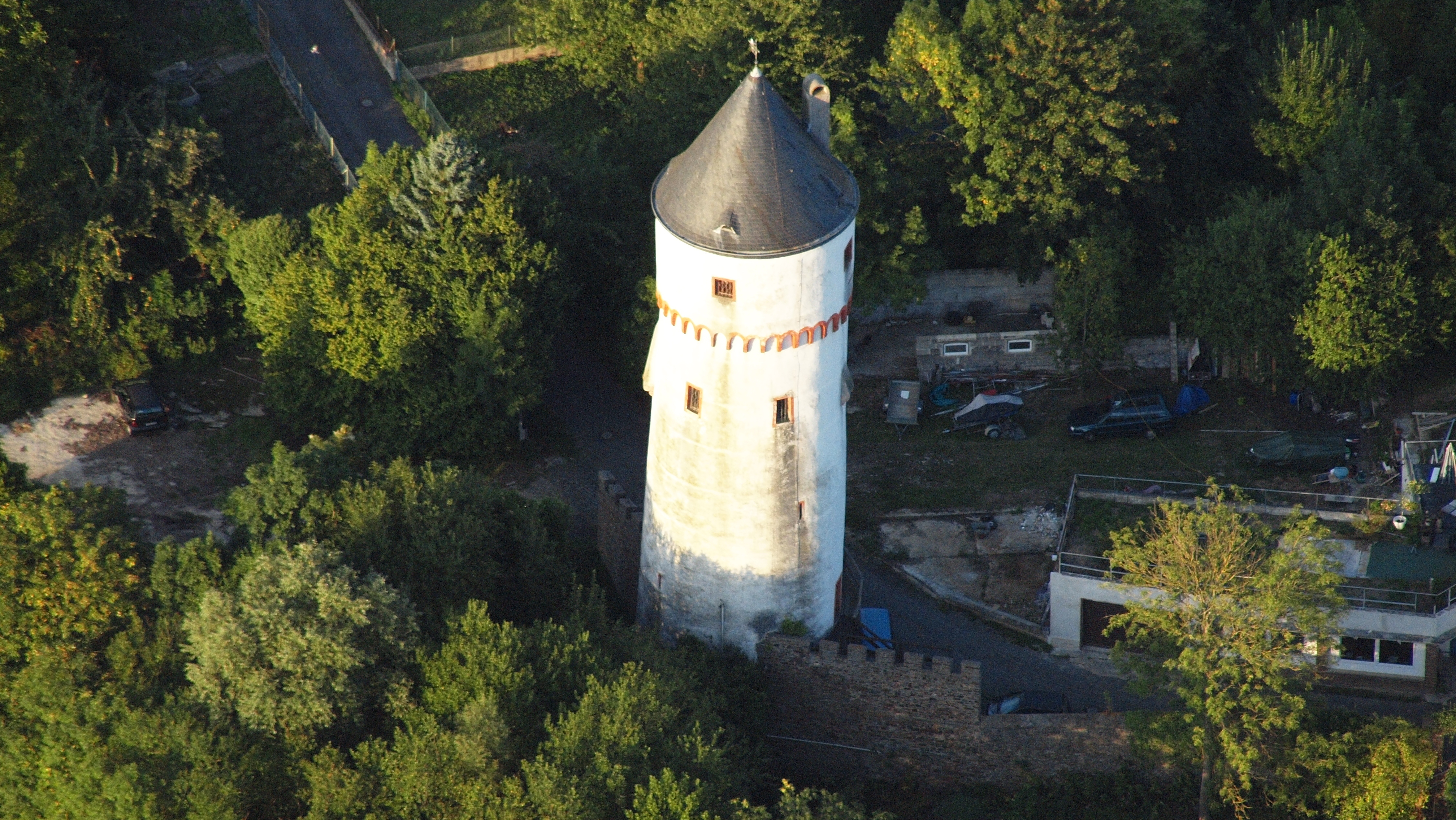
Lauffenburg/Pulverturm, Luftaufnahme (2015)
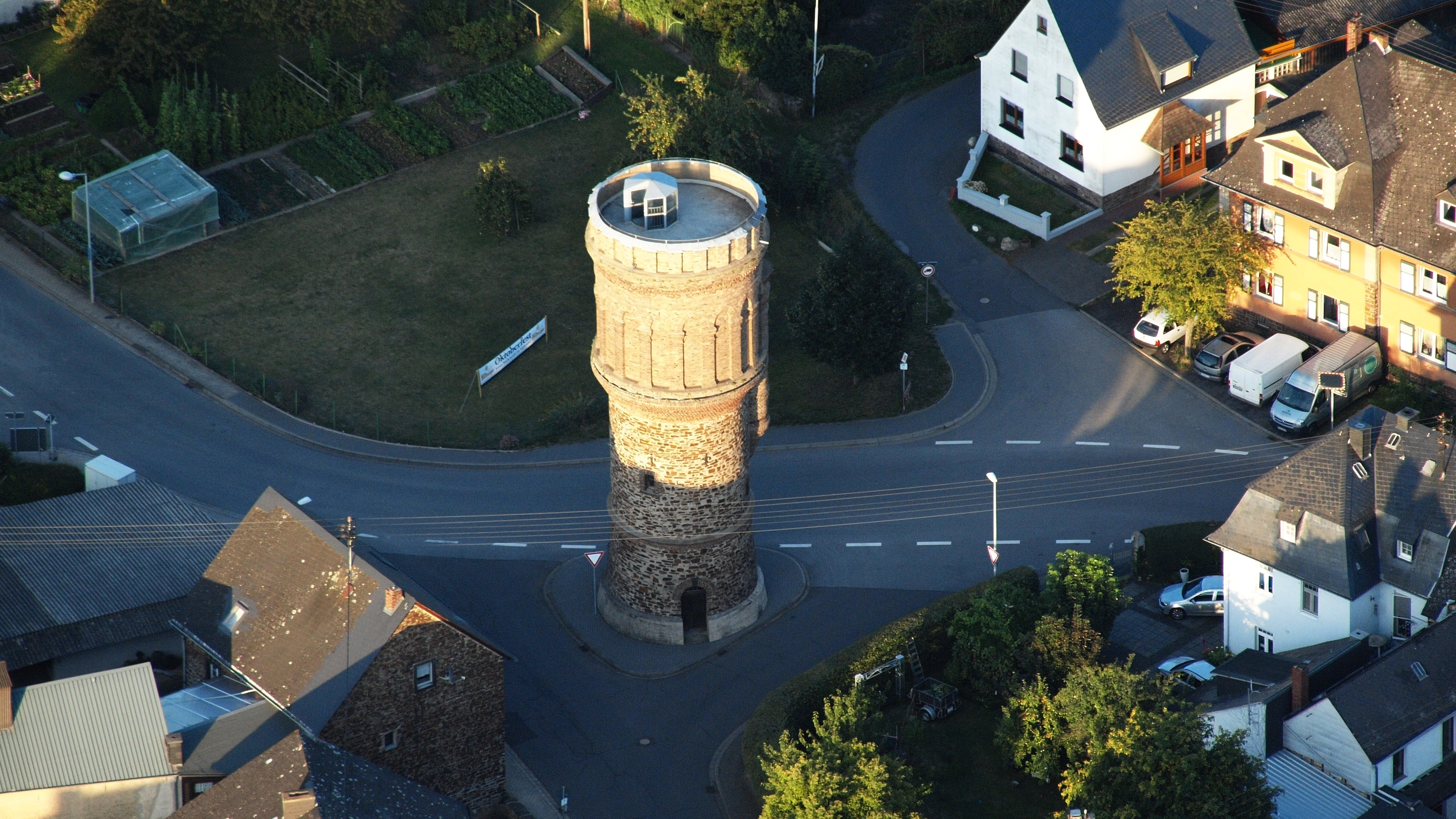
Wasserturm, Luftaufnahme (2015)
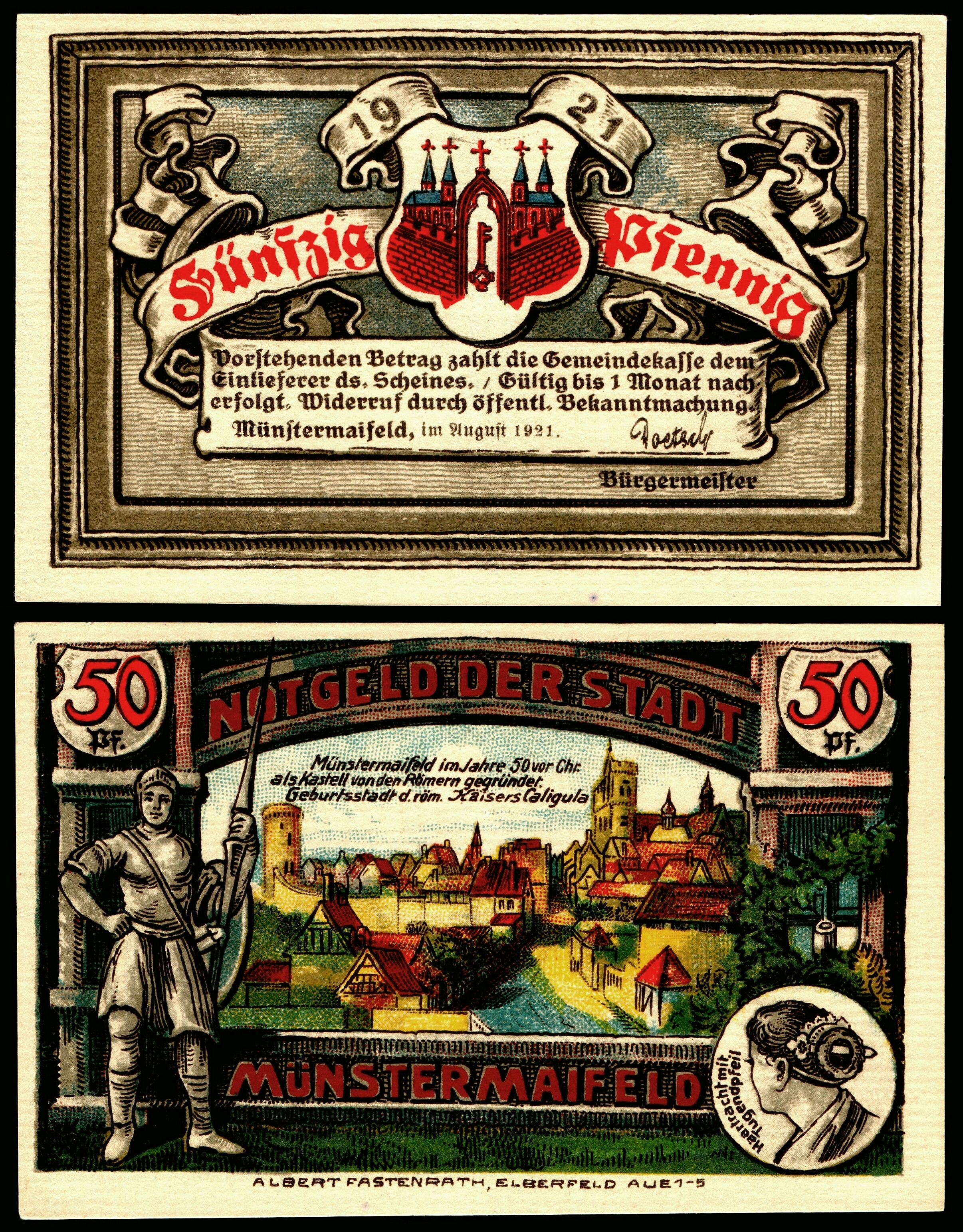
Historische Stadtansicht auf einem Notgeldschein von 1921

- Alte Bauten, darunter das historische Rathaus und romantische Fachwerkhäuser, sowie Reste der alten Stadtbefestigung zeugen von der geschichtlichen Vergangenheit.
- Gotische Stiftskirche St. Martin und St. Severus
- Heimatmuseum in der alten Propstei
- Archäologisches Museum Maifeld
- Bauernmuseum in der Ortsmitte
- Reste der historischen Stadtmauer
- Ehemalige Synagoge in der Severusstraße
- Grabmäler der Familie Weckbecker von Vinzenz Statz
- Wasserturm von 1893. Im Jahr 1955 stillgelegt,[22] heute im Rahmen von Führungen als Aussichtsturm zugänglich[23]
- Lauffenburg, auch Eulen- oder Pulverturm genannt; einziger erhaltener Turm der Stadtbefestigung.[24]
- Schönecker Burg
- Burg Eltz, etwa 5 km von Münstermaifeld entfernt
- Burg Pyrmont, etwa 5 km von Münstermaifeld entfernt
- Burg Bischofstein an der Mosel in der Gemarkung des Münstermaifelder Stadtteils Lasserg
- Erstlingswerk des Orgelbauers Stumm von 1722 in der Stiftskirche

→ Siehe auch: Liste der Kulturdenkmäler in Münstermaifeld

## Wirtschaft und Infrastruktur

### Schienenverkehr
Im Jahr 1916 erhielt Münstermaifeld über die schon am 1. Oktober 1904 eröffnete Strecke Koblenz–Lützel–Polch mit der eigenen Stichstrecke Polch–Münstermaifeld einen Bahnanschluss für Güter- und Personenverkehr, nachdem bereits im März 1890 eine Koblenzer Firma erfolglos versucht hatte, eine Konzession für eine Eisenbahnstrecke von Kobern-Gondorf (Mosel) über Münstermaifeld und Polch nach Mayen zu beantragen. Nach dem Scheitern dieses Vorhabens erhielt Münstermaifeld erst 26 Jahre später einen Bahnanschluss. Die Arbeiten zu der von Polch abzweigenden Stichbahn nach Münstermaifeld begannen schon im Jahr 1912. Durch den Ausbruch des Ersten Weltkriegs verzögerte sich die Fertigstellung der Bauarbeiten, so dass die nur 10,13 km lange Strecke erst am 16. März 1916 eröffnet werden konnte. Leider erfüllten sich wegen der fehlenden Verbindung an die Mosel die Hoffnungen nicht, und so wurde bereits am 30. September 1961 der Personenverkehr auf der Strecke wieder eingestellt. Der Güterverkehr, der vor allem dem Versand landwirtschaftlicher Produkte (in erster Linie Zuckerrüben, aber auch andere Erzeugnisse heimischer Bauern) diente, wurde noch bis 15. März 1982 fortgeführt. Mit dem 9. Dezember 1983 wurde die Strecke stillgelegt und anschließend abgebaut. In den 1990er Jahren wurde auf der ehemaligen Bahntrasse ein naturnaher Bahntrassenradweg über Polch nach Mayen bzw. Ochtendung eingerichtet.

## Persönlichkeiten

### Ehrenbürger der Stadt
- Hermann Josef Doetsch (31. Oktober 1946)[26]
- Peter Geis (1952)[27]
- Peter Weidung (1. Juli 2005)
- Gerd Müller (18. Juni 2007)
- Dieter Müller (16. Juni 2011)[28]
- Bernd Halfen (3. Oktober 2019)[29]

### In Münstermaifeld geboren
- Jakob von Eltz (1510–1581), Kurfürst und Erzbischof von Trier
- Gregor von Virneburg (1510–1578), Weihbischof von Trier, Rektor der Universität Trier
- Franz Georg Severus Weckbecker (1775–1862), Kaufmann und Rittergutsbesitzer
- Franz Josef Ignaz Canaris (≈ 31. Juli 1791; † 15. Juni 1828), Urgroßvater von Wilhelm Canaris
- Anton Josef Dräger (1794–1833), Maler
- Heinrich Klee (1800–1840), katholischer Theologe
- Peter Weckbecker (1807–1875), Jurist, Richter und Abgeordneter
- Johann Martin Josef Canaris (* 6. Mai 1817; † 10. Januar 1894), Großvater von Wilhelm Canaris
- Joseph Wolf (1820–1899), Tiermaler
- Clemens August Heckmann (1825–1884), Verwaltungsbeamter
- August Goebel (1839–1905), Auswanderer, Offizier und Brauereibesitzer
- Clemens Kießelbach (1858–1931), Ingenieur und Unternehmer
- August Weckbecker (1888–1939), Professor, Bildhauer und Maler
- Hubert Wagner (1900–1994), Politiker
- Irmgard Fuest (1903–1980), Politikerin (CVP/CDU) und Rechtsanwältin
- Heinz Feilzer (1928–2022), römisch-katholischer Theologe
- Hedwig Sehr, geb. Heidger (* 1953), Notfallseelsorgerin und Feuerwehrfrau
- Thomas Anders (* 1963), Popsänger und Musikproduzent
- Volker Stockel (* 1966), Kameramann und Filmemacher

### Mit Münstermaifeld verbunden
- Ingebrand von Daun (1200–1238), Domkustos und Propst von Münstermaifeld
- Franz Peter Canaris (~~ 30. Januar 1724 in Bernkastel; † 14. März 1792 in Münstermaifeld), Ur-Ur-Großvater von Wilhelm Canaris, Stadt- und Geschichtsschreiber, 1759, 1767 Kurtrierer Kammerrat, 1764, 1776 und 1777 Bürgermeister
- Johann Büchel V. (1754–1842), Tuchmacher, Zunftsmeister, Ratsherr, Hochgerichtsschöffe, Chronist und letzter kurtrierischer Bürgermeister der Stadt
- Franz Jakob Damian Friedrich Finger (1756–1808), katholischer Geistlicher und Stiftsherr
- Heinrich Zilliken (1841–1900), Goldschmied und Uhrmacher, Begründer der Münstermaifelder Turmuhrenfabrik